# Jon Ola Sand
Jon Ola Sand (Oslo, 21 de diciembre de 1961) es un ejecutivo noruego de televisión que trabaja para la emisora pública noruega Norsk Rikskringkasting (NRK).

## Vida personal
Hijo del escritor y actor Bjørn Sand y la actriz Unni Bernhoft, creció en Vinderen, Oslo, y tiene una hermana y un hermano. Este último, Simen Sand, es actor y escritor.
Hacia mayo de 2010, Sand convivía en una relación con el coreógrafo sueco, Mattias Carlsson. Sand vive en Ginebra, Suiza.
En octubre de 2010, Sand era uno de los pasajeros del tren que descarriló en Skotterud en Hedmark, Noruega, un accidente que dio como resultado 40 heridos.

## Carrera
Es miembro de la Academia Internacional de Artes y Ciencias de Televisión. Sand ha producido y dirigido diversos programas, como el concierto del Premio Nobel de la Paz, los Premios Noruegos del Cine y la selección nacional de Noruega para el Festival de Eurovisión, el Melodi Grand Prix.
En 2010, Jon Ola Sand fue designado productor ejecutivo del Festival de Eurovisión 2010, celebrado en Oslo, Noruega, ya que Sand es productor de televisión del canal noruego NRK, responsable de la celebración del festival en 2010.
El 26 de noviembre de 2010, Jon Ola Sand fue nombrado supervisor ejecutivo del Festival de Eurovisión y del Festival de Eurovisión Junior, después de que Svante Stockselius renunciara a su puesto después de varios años. Jon Ola Sand se ha hecho muy famoso en el mundo eurovisivo con su "take it away"
en el momento en que verifica el recuento de los votos de Eurovision. Sand comenzó a ejercer sus funciones como supervisor ejecutivo de la UER el 1 de enero de 2011.
El 30 de septiembre de 2019, Sand anunció su intención de dejar su puesto como supervisor ejecutivo de Eurovisión después de la celebración del 65° festival celebrado en 2020 en Róterdam, Países Bajos. También dejó de encabezar el Festival de Eurovisión Junior, el Eurovision Young Musicians y el Eurovision Choir.